# Léo

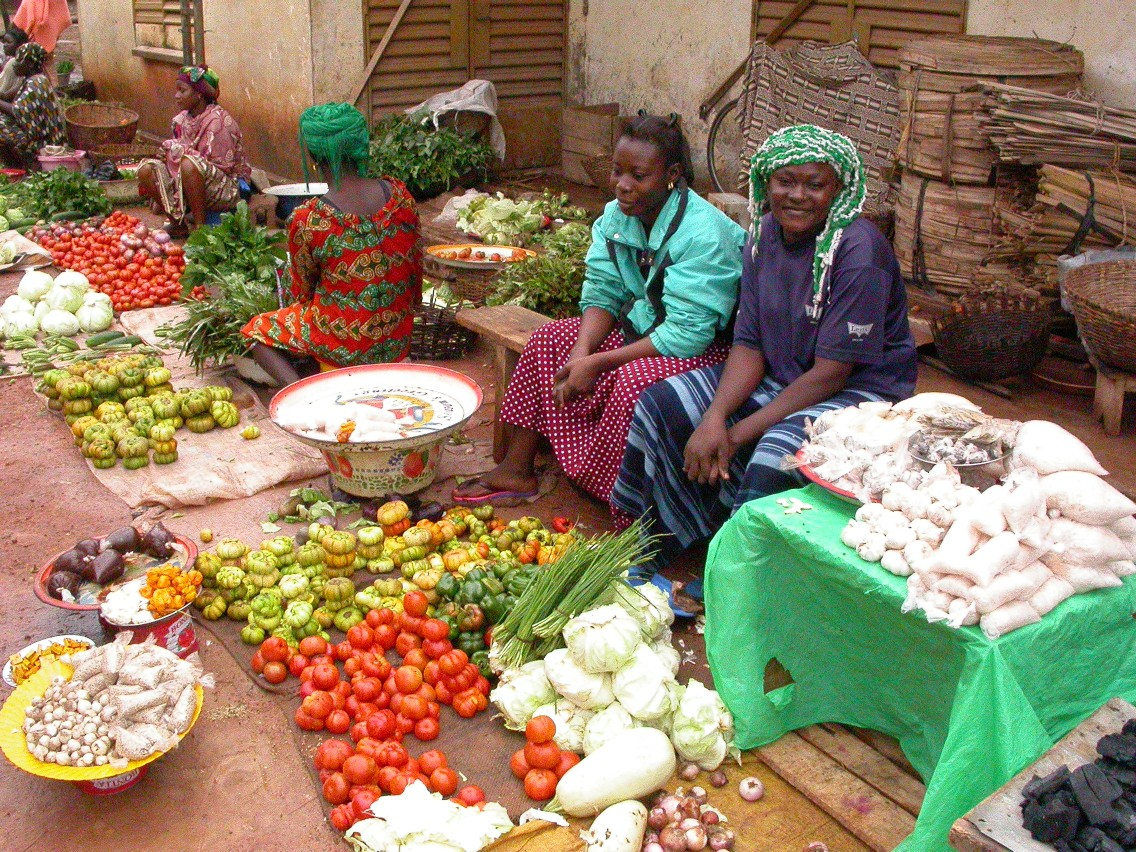
Der Markt von Léo bietet eine reiche Auswahl pflanzlicher Produkte

Léo ist die Hauptstadt der Provinz Sissili im Süden des westafrikanischen Staates Burkina Faso, in der Region Centre-Ouest an der Grenze zu Ghana gelegen.
Die Stadt und das gleichnamige, dasselbe Gebiet umfassende Departement zählen im in zehn Sektoren unterteilten Hauptort und den umliegenden 19 Dörfern 50.378 Einwohner. Die Bevölkerung besteht hauptsächlich aus Gurunsi.